# Mid-Cities
Le Mid-Cities sono una regione suburbana del Texas che riempie la fascia di trenta miglia tra Dallas e Fort Worth. Queste comunità comprendono le città di Irving, Arlington, Grand Prairie, Lewisville, Flower Mound, Grapevine, Southlake, Colleyville, HEB (Hurst, Euless e Bedford), NRH (North Richland Hills e Richland Hills), Haltom City, Watauga, Keller, e Roanoke.
Tre di queste comunità, Arlington (365.438 abitanti), Irving (216.290 abitanti), e Grand Prairie (175.396 abitanti), sono le città di rilievo e le più grandi del Texas.

## Città
L'elenco contiene le città che sono considerate parte delle Mid-Cities. La maggior parte di queste comunità sono prevalentemente nella contea di Tarrant, con minori eccezioni. Alcune di queste comunità con una popolazione di oltre 100.000 abitanti sono considerate principali o grandi città, nonostante siano tra Dallas e Fort Worth.
- Arlington
- Irving (contea di Dallas)
- North Richland Hills
- Haltom City
- Watauga
- Keller
- Colleyville
- Southlake
- Hurst
- Bedford
- Euless
- Grapevine
- Lewisville (contea di Denton)
- Flower Mound (contea di Denton)
- Coppell (contea di Dallas)
- Richland Hills
- Dalworthington Gardens
- Pantego
- Roanoke
- Grand Prairie (contea di Dallas)
- Mansfield

## Trasporti nelle Mid-Cities

### Aeroporti
- Aeroporto Internazionale di Dallas-Fort Worth
- Aeroporto Comunale di Grand Prairie
- Aeroporto Comunale di Arlington

### Autostrade
| - I-20 - I-820 - Tom Landry Highway - LBJ Freeway - Bush Turnpike | - John Carpenter Freeway - SH 121 - SH 161 - SH 183 - Airport Freeway - SH 360 |

### Ferrovie
- Trinity Railway Express
- Orange Line